# 岡山県道179号万富停車場弓削線
岡山県道179号万富停車場弓削線（おかやまけんどう179ごう まんとみていしゃじょうゆげせん）は、岡山県岡山市東区を通る一般県道である。

## 概要
岡山市東区瀬戸町万富の万富駅から岡山市東区瀬戸町弓削を結ぶ。

### 路線データ
- 起点：岡山県岡山市東区瀬戸町万富（万富駅、岡山県道254号可真上万富停車場線交点）
- 終点：岡山県岡山市東区瀬戸町弓削（岡山県道79号佐伯長船線交点）
- 総延長：約1.2 km

## 路線状況

### 重複区間
- なし

### 道路施設

#### 橋梁
- 弓削橋（吉井川、岡山市東区）

## 地理

### 通過する自治体
- 岡山市（東区）

### 交差する道路
| 交差する道路                    | 交差する場所 | 交差する場所 |
| ------------------------------- | ------------ | ------------ |
| 岡山県道254号可真上万富停車場線 | 瀬戸町万富   | 起点         |
| 岡山県道79号佐伯長船線          | 瀬戸町弓削   | 終点         |

### 交差する鉄道
- 山陽本線

### 沿線
- JR西日本山陽本線 万富駅